# トエミ・メディア
トエミ・メディア株式会社（TOEMI Media Limited）は、かつて存在したメモリーテックグループの光ディスクの受託製造会社。東京都港区に本社を置いていた。

## 概要
2005年12月、東芝EMI（現・ユニバーサルミュージック合同会社・Virgin Musicレーベル）が製造部門を分割・売却する形で同社の御殿場工場をメモリーテック株式会社が買収して新会社「トエミ・メディア・ソリューションズ」を設立した。
2006年4月には、三洋電機系の三洋マービック・メディアから光ディスク事業を譲り受けた（企業本体は通信カラオケ大手のBMBが買収）。
2007年12月、トエミ・メディア・ソリューションズ東京事務所が独立して「株式会社トエミ・メディア」を設立。
2008年7月1日、トエミ・メディア・ソリューションズ御殿場工場とメモリーテック富士工場が経営統合し、「メディアロジテック株式会社」が新たに発足した。
2015年4月1日、メディアロジテック株式会社とともに、メモリーテック株式会社に吸収合併され解散。

## 本社所在地
- 東京都港区赤坂4丁目15番1号 赤坂ガーデンシティ

## 関連会社
- メディアロジテック株式会社

## 主な事業
- コンパクトディスク、DVDなど光ディスク関連商品の製造・販売

## 株主
※2007年4月1日現在。
- メモリーテック株式会社（70%）
- 株式会社金羊社（20%）
- 株式会社アイテック（10%）